# Концептуальна система хімії
Концептуальна система хімії — система взаємопов'язаних теорій, об'єднаних спільними фундаментальними принципами, поняттями, законами, методами і проблемами. Теорію концептуальних систем розвитку хімії створив і розвивав радянський хімік і філософ В. І. Кузнецов спільно з іншими хіміками, істориками науки, філософами. Найбільш повно ця теорія викладена в його книзі «Общая химия: тенденции развития» (1989).
Виділяють чотири концептуальні системи:
1. Вчення про склад.
2. Структурна хімія.
3. Вчення про хімічний процес.
4. Еволюційна хімія.

Кожна концептуальна система хімії включає кілька теорій, об'єднаних спільними фундаментальними принципами, законами, методами і проблемами.
У розвитку хімії відбувається не зміна, а послідовна поява концептуальних систем. Розвиток хімії в даний час відбувається паралельно як на кожному з чотирьох рівнів, так і шляхом підйому з нижніх рівнів на вищі, тобто від однієї концептуальної системи до іншої.

## I. Вчення про склад
Першою концептуальною системою хімії було вчення про склад. В рамках цього вчення вирішувалися дві основні проблеми: проблема хімічного елемента і проблема залежності властивостей речовини від її хімічного складу. Основний постулат вчення про склад полягає в тому, що властивості речовини визначаються її складом, тобто тим, з яких хімічних елементів і в якому їх співвідношенні утворена дана речовина. Об'єктом вчення про склад є речовина як сукупність атомів (квантова мікросистема).

## II. Структурна хімія
Структурна хімія, поява якої відносять до першої половини XIX-го століття, виходить з постулату, що властивості речовини визначаються структурою молекул речовини, тобто не тільки складом, але і порядком з'єднання атомів між собою і їх розташуванням в просторі. Основним об'єктом структурної хімії стає молекула як єдине ціле. З появою другої концептуальної системи хімія перетворюється з науки аналітичної в науку синтетичну.

## III. Вчення про хімічний процес
Вчення про хімічний процес, початок формування якого відносять до другої половини XIX століття, базується на постулаті, що властивості речовини визначаються її складом, структурою і організацією системи, в якій ця речовина знаходиться. Зародження нової концепції хімії пов'язане з появою експериментальних фактів, що вказують на неможливість пояснення хімічних реакцій тільки на основі особливостей складу речовини і структурі його молекул. Властивості речовин в загальному випадку залежать і від концентрації реагентів, від зовнішніх умов і навколишнього середовища, в яких знаходиться система, і від наявності в системі речовин (каталізаторів, розчинника, домішок, і т. ін.), стехіометрично не беруть участі в хімічній реакції. Предметом вивчення в рамках цієї концептуальної системи є вся хімічна кінетична система, для якої сама речовина, її склад і структура її молекул розглядаються як підсистема, як частина системи. Багато емпіричних понять отримують теоретичне обґрунтування в рамках статистичної механіки і термодинаміки, хімічної термодинаміки, хімічної кінетики і теорії каталітичних реакцій. Створення вчення про хімічний процес дозволило вирішувати питання управління хімічними реакціями і процесами, створити нову хімічну технологію.

## IV. Еволюційна хімія
Четверта концептуальна система, еволюційна хімія, ще тільки формується і пов'язана з включенням в хімічну науку принципа історизму і поняття часу, з побудовою теорії хімічної еволюції матерії. Еволюційна хімія вивчає процеси самоорганізації речовини: від атомів і найпростіших молекул до живих організмів. Одним з перших відкриттів, які відносять до еволюційної хімії, є ефект самовдосконалення каталізаторів в реакціях, досліджений в роботах американських хіміків А. Гуотмі і Р. Каннінгема в 1958—1960 рр. У 1964—1969 рр. радянський хімік О. П. Руденко, з огляду на це відкриття, створив теорію саморозвитку відкритих каталітичних систем. У роботах німецького хіміка М. Ейгена було розвинено теорію гіперциклу, яка пояснює об'єднання самовідтворюваних макромолекул у замкнуті автокаталітичні хімічні цикли.
Теорія гіперциклу є абіогенетичною теорією хімічної еволюції і походження життя. Нобелівський лауреат Жан-Марі Лен, засновник супрамолекулярної хімії, ввів поняття «самоорганізація» і «самозбірка» для опису явищ впорядкування в супрамолекулярній хімії. Супрамолекулярною самозборкою є процес спонтанної асоціації двох і більше компонентів, що приводить до утворення супермолекул або полімолекулярних ансамблів, що відбувається за рахунок нековалентних взаємодій. Це процес був описаний при вивченні спонтанного утворення неорганічних комплексів (подвійних гелікатів), що протікає як процес самозбірки. Найбільш відомим проявом самозбірки в живій природі є самозбірка молекул нуклеїнових кислот, матричний синтез білків.

## Основна література
- Кузнецов В. И. Общая химия: тенденции развития. [Архівовано 4 березня 2016 у Wayback Machine.] — М.: Высшая школа, 1989. — 288 с.
- Кузнецов В. И. Диалектика развития химии. От истории к теории развития химии. — М.: Наука, 1973. -327 с.
- Кузнецов В. И. Развитие учения о катализе. — М.: Наука, 1964. — 424 c.
- Кузнецов В. И., Печенкин А. А. Концептуальные системы химии: структурные и кинетические теории // Вопросы философии. — 1971. — № 1. — С. 46-56.

## Про Концептуальні системи хімії
- Вихалемм Р. К вопросу о концептуальных системах химии // История науки в философском контексте. / Под ред. Печенкина А. А. — Санкт-Петербург: РХГА, 2007. — 589 с. — (С. 49–70).
- Левченков С. И. Краткий очерк истории химии. [Архівовано 24 вересня 2015 у Wayback Machine.] Ростов-на-Дону: Изд-во Рост. ун-та, 2006. — 112 с.
- Статьи в сборнике «История науки в философском контексте. Посвящается памяти В. И. Кузнецова (1915—2005)» [Архівовано 30 січня 2019 у Wayback Machine.] Рос. акад. наук, Ин-т истории естествознания и техники им. С. И. Вавилова. под ред. Печенкина А. А. Санкт-Петербург: РХГА, 2007. 589 с.
- Н. И. Зейле «О трудностях методологических прививок в истории химии» [Архівовано 11 квітня 2021 у Wayback Machine.] Вестник Томского Государственного Университета. Философия. Социология. Политология. 2012 No. 4. (20), Вып. 1. [Архівовано 9 лютого 2019 у Wayback Machine.] С.20-26. (Цитата: «Привлечение идей В. И. Кузнецова о четырёх концептуальных уровнях химии и опора на некоторые положения синергетики позволили глубже представить исторически сложный процесс системы организации знаний современной химии.»)
- Н. М. Черемных, Глава 5. Философские проблемы современной химии. в книге «Философия естественных наук» Под редакцией Лебедева. — М.: Академический проект, 2006. С. 193—212. ISBN 5-8291-0673-6, ISBN 5-902357-42-X
- В. Л. Чечулин «К философии истории химии» Вестник Пермского Университета. Серия: Философия. Психология. Социология. 2011. Выпуск 4 (8) [Архівовано 21 січня 2022 у Wayback Machine.] С.38-43.